# Oligohymenophorea
Az Oligohymenophorea a csillósok egy nagy kládja. Általában ventrális sejtszájuk van külön szájcsillókkal, melyek a sejttestcsillóktól jelentősen eltérnek. A szájtól jobbra parorális membrán, balra általában 3 membranellum van. A sejtgarat nem feltűnő és nem alkot a hasonló osztályokban látható cyrtost. A sejttestcsillók általában monokinetidákból erednek, egyes helyeken azonban dikinetidák is lehetnek. Sejtszájuk körül dikinetidák vannak, melyek monokinetidaként folytatódnak.

## Történet
Először 1974-ben írták le a három csillósosztály egyikének a Spirotrichea, más néven Polyhymenophorea és a mára felbontott Kinetofragmophora mellett.

## Morfológia
Legtöbb csoportjukban a test csillói közel egyenlőek és gyakran sűrűn oszlanak el, míg a szájcsillók nem feltűnők, akár redukáltak is lehetnek, a Peritrichia esetén fordított a helyzet. Számos helyen elterjedtek.
Legtöbb fajuk aerob, de vannak anaerob fajai is. Az Astomatia és a Hymenostomatia egyes száj nélküli tagjai nem rendelkeznek sejtszájjal és kapcsolódó szerkezetekkel.
A Paramecium bursaria endoszimbionta zöldmoszatokkal rendelkezik.

## Életmód
Sok szabadon élő és szimbionta fajuk van. Legtöbbjük kisebb élőlényeket a csillók által a szájba helyező mikrofág, de számos más táplálkozási mód is van. Vannak például az Apostomatiában, a Peritrichiában, a Hymenostomatiában és az Astomatiában jobbára gerinctelenekben élő parazita és hisztofág fajai is.

## Életciklus
A Tetrahymenida egyes fajai összetett életciklusúak. Cisztát képezhetnek, az Apostomatia például hosszú ideig cisztát képez gazdája vázán.

## Biológiai kapcsolatok

### Szimbiózis
Egy ideiglenesen GW7-nek nevezett faja háromtagú szimbiózisban él két hidrogenoszómaasszociált endoszimbiontával, egyikük az Alphaproteobacteria Holospora nemzetséggel rokon tagja, a másik metanogén archea. Ezek az emésztő űröcske közelében vannak, a hidrogenoszómákkal határosak.

### Betegségek
Az Oligohymenophorea Scuticociliatia csoportjába tartozó fajok okozzák többek közt a korallbarnasáv-betegséget. A beteg korallokban élet- és fotoszintézisre képesek maradnak a Symbiodinium nemzetség tagjai, lehetővé téve e csillósnak az így szerzett anyagok hasznosítását. A csillós másodlagosan is kerülhet a korallba annak megbetegedése után, nagy csillóssűrűség esetén azonban e csoport tagjai a szövetveszteség elsődleges okaivá válhatnak a páncélos ostorosok folyamatos elvesztése miatt.
Vannak a Peritrichában halpatogén fajok. A Zoothamnium feketekopoltyú- vagy felszíni tömődéses betegségeket okoz, és csökkenti gazdája szaporodási képességeit.

## Előrejelzés
Egyes hűtőtornyokban a Legionella- vagy Brevundimonas-fajok jelenléte vagy a Pseudomonas-fajok hiánya összefügg az Oligohymenophorea-fajok jelenlétével.

## Genetika
Az UAA és UAG stopkodonok az Oligohymenophorea egy nem tenyésztett, ideiglenesen PL0344-nek nevezett fajában lizint, illetve glutaminsavat kódolnak, míg az UGA mennyisége egy vizsgált leolvasási keretben magasabb, feltehetően a káros hatások csökkentéséhez. Ennek magi genomja 69 715 444 bp hosszú, 3671 kontigból áll, GC-tartalma 30,6%, 20 141 gént (ebből 7080 egyexonos gént) és 22 084 transzkriptumot kódol, míg mitokondriális genomja 35 635 bp, GC-tartalma 25,33%, végén ismétlődő szakaszok vannak. A magi gének GC-tartalma 34,12%. E faj legközelebbi névvel rendelkező rokona 18S rRNS-összehasonlítás alapján a Cinetochilum margaritaceum, rRNS-eik 96,03%-ban egyeznek.

## Alkalmazás
A Paramecium a leginkább tanulmányozott csillósnemzetség. Halivadék-táplálékként használják, de baktériumvektor – a Paramecium caudatum a zebradánióban növeli a Mycobacterium marinum és a Mycobacterium chelonae vektora, a Paramecium multimacronucleatum a Trichorickettsia mobilisé.

## Taxonómia
A WoRMS az alábbi alosztályait és rendjeit különbözteti meg:
- Apostomatia
  - Apostomatida
  - Astomatophorida
  - Pilisuctorida
- Astomatia
  - Astomatida
- Hymenostomatia
  - Ophryoglenida
  - Hymenostomatida
  - Tetrahymenida
- Peniculia
  - Peniculida
- Peritrichia
  - Mobilida
  - Sessilida
- Scuticociliatia
  - Philasterida
  - Pleuronematida
  - Thigmotrichida

## Fordítás
Ez a szócikk részben vagy egészben  az   Oligohymenophorea című angol Wikipédia-szócikk ezen változatának fordításán alapul.  Az eredeti cikk szerkesztőit annak laptörténete sorolja fel. Ez a jelzés csupán a megfogalmazás eredetét és a szerzői jogokat jelzi, nem szolgál a cikkben szereplő információk forrásmegjelöléseként.